# Yida
Yida (kinesiska: 依达乡, 依达) är en socken i Kina. Den ligger i provinsen Sichuan, i den sydvästra delen av landet, omkring 320 kilometer söder om provinshuvudstaden Chengdu. Antalet invånare är 3 303. Befolkningen består av 1 621 kvinnor och 1 682 män. Barn under 15 år utgör 28,0 %, vuxna 15-64 år 65 %, och äldre över 65 år 5,0 %.
Genomsnittlig årsnederbörd är 1 080 millimeter. Den regnigaste månaden är juli, med i genomsnitt 250 mm nederbörd, och den torraste är december, med 5 mm nederbörd.